# Schleuse Hollerich
Die Schleuse Hollerich ist eine Schleusenanlage an der Lahn im Ortsteil Hollerich der Gemeinde Seelbach.

## Geschichte
Bereits frühzeitig, spätestens mit dem Mittelalter wurden Flüsse als Transportwege für Massengüter genutzt. Das Herzogtum Nassau begann in den 1850er Jahren damit, die Lahn zu einer Wasserstraße auszubauen, um Kalkstein und Eisenerze flussabwärts Richtung Rhein zu transportieren. In diesem Zusammenhang war auch der Bau von Schleusen notwendig geworden. So wurde die Schleuse Hollerich in der Zeit von 1856 bis 1859 als Kammerschleuse errichtet. Dabei wurde das Bruchsteinmauerwerk mit Trachytquadern aus Selters im Westerwald verblendet. In den ersten Jahren war aufgrund der niedrigen Wasserstände in der Lahn, eine Staustufe flussabwärts fehlte, nur eine halbjährige Nutzung des Wasserweges effektiv möglich. Erst nachdem in den 1920er Jahren in Dausenau und Nassau weitere Staustufen mit zugehörigen Schifffahrtsschleusen errichtet wurden, konnte die Lahn ab Hollerich ganzjährig mit einer Mindestfahrtiefe von einem Meter befahren werden.

## Bauwerk
Die Schleuse Hollerich hat eine Kammerlänge 34 Meter und eine Kammerbreite von 5,26 Meter. Die Hub- beziehungsweise Fallhöhe beträgt bei Mittelwasser 5,19 Meter.